# Mary MacSwiney
Mary MacSwiney ( en irlandés: Máire Nic Shuibhne) (Londres, 27 de marzo de 1872 - Cork, 8 de marzo de 1942) fue una política y educadora irlandesa. En 1927 se convirtió en líder del Sinn Féin cuando Éamon de Valera renunció a la presidencia del partido.

## Biografía
Nacida en Londres de padre irlandés y madre inglesa, regresó a Irlanda con su familia a la edad de seis años y fue educada en St Angela's School en Cork. Con veinte años, obtuvo un puesto de profesora en una escuela privada de Inglaterra. Después de recibir un préstamo de la Students 'Aid Society en Irlanda, estudió para obtener un diploma de enseñanza en la Universidad de Cambridge,normalmente reservado para los hombres. Después trabajó en Hillside Convent, Farnborough, y consideró convertirse en monja, comenzando un noviciado de un año con los Oblatos de St Benedict, Ventnor .
Cuando murió su madre en 1904, regresó a Cork para cuidar a los miembros más jóvenes de su familia y trabajó en St Angela's, donde había sido alumna. Asistió a la primera reunión de Munster Women's Franchise League y se convirtió en miembro del comité. Se opuso a la militancia dentro del movimiento por el sufragio irlandés, y sus puntos de vista nacionalistas causaron irritación a otros miembros. Influenciada por el republicanismo irlandés acérrimo de su hermano menor Terence MacSwiney, se unió a la Liga Gaélica e Inghinidhe na hÉireann. Fue también miembro fundadora de Cumann na mBan cuando se formó en 1914 en Cork y se convirtió en vicepresidenta nacional de la organización.
Lideró la denuncia del dominio británico en la Convención de noviembre de 1914. En 1916 fue arrestada y encarcelada  tras el Levantamiento de Pascua, y también fue destituida de su puesto de profesora por sus actividades republicanas. Varios meses más tarde, cuando salió de la cárcel, ella y su hermana Annie volvieron a fundar Scoil Íte, una escuela hermana de la escuela St. Enda de Patrick Pearse, y  permaneció involucrada en la escuela el resto de su vida.
Después de la muerte de su hermano Terence MacSwiney se convirtió en tutora legal de Máire, la hija de su hermano. Fue a Alemania para traer a Máire de regreso a Irlanda en 1931 cuando Máire era una adolescente. Esto resultó en un caso judicial y MacSwiney recibió la custodia de su sobrina. Máire se educó en Scoil Íte, que MacSwiney había fundado y continuó administrando y trabajando como maestra. Su escuela, los avances educativos y el feminismo fueron reconocidos como progresistas.

## Trayectoria profesional
Apoyó la Guerra de Independencia de Irlanda en 1919–21. Después de la muerte de su hermano Terence en octubre de 1920 en huelga de hambre durante el apogeo de la guerra, fue elegida para el Sinn Féin en el distrito electoral de Cork Borough (tomando su asiento en Dáil Éireann ) en 1921. Du otro hermano, Seán, también fue elegido para el Dáil en una circunscripción diferente de Cork. Dio testimonio en Washington D. C., ante la Comisión Estadounidense de Condiciones en Irlanda. Durante nueve meses, ella y la viuda de Terence, Muriel, viajaron por Estados Unidos dando conferencias y entrevistas.
MacSwiney mantuvo una activa amistad con Harry Boland y De Valera, a quienes cultivó asiduamente. En octubre de 1921, se enviaría una segunda delegación a Londres, que incluía por primera vez a Michael Collins. MacSwiney, que se mantuvo implacablemente opuesta, suplicó a De Valera que se le permitiera irse. Fue rechazada porque De Valera la consideró "demasiado extrema". Además se opuso firmemente al Tratado angloirlandés, debatido de diciembre de 1921 a enero de 1922, prefiriendo reanudar la guerra. El 21 de diciembre habló durante tres horas, criticando el acuerdo desde todos los ángulos:

"Este asunto nos ha sido planteado como el Tratado o la guerra. Ahora digo que si fuera una guerra, lo tomaría con alegría y alegría, no con frivolidad, sino con alegría, porque me doy cuenta de que hay males peores que la guerra y que ninguna victoria física puede compensar una rendición espiritual ".

Fue arrestada el 4 de noviembre de 1922 en la casa de Nell Ryan, en 40 Herbert Park, Ballsbridge, cuando fue asaltada por soldados del Estado Libre. La llevaron a la cárcel de Mountjoy, donde fue internada. Inmediatamente se declaró en huelga de hambre. El Dr. O'Connor pidió una cama de agua para su comodidad. Cumann na mBan organizó vigilias fuera de la prisión en protesta por su internamiento  y el de los demás. La Women's Prisoner's Defense League se formó en agosto de 1922 para proteger sus derechos. Durante la huelga de hambre se negó a ir al médico. Se resignó a su muerte y los presos firmaron un 'Mensaje de Mountjoy' conjunto. Su estado era crítico y un sacerdote católico le entregó los Últimos Ritos. El gobierno no estaba dispuesto a permitir que los huelguistas murieran y fue puesta en libertad. En el camino al funeral de Liam Lynch, fue arrestada cuando el automóvil en el que estaba se detuvo y fue reconocida. La llevaron con Kate O'Callaghan a Kilmainham Gaol. Comenzó otra protesta, sin miedo a la muerte, preparada para ella. Continuaron recluidos, detenidos sin cargos, pero se explicó que estaban distribuyendo propaganda contra el gobierno. Después de diecinueve días de huelga de hambre, fue liberada el 30 de abril de 1923.  La mayoría de las mujeres en huelga de hambre fueron enviadas a North Dublin Union. Las huelgas de hambre irlandesas de 1923 tuvieron a varios miles de los 12.000 prisioneros republicanos en huelga de hambre en prisiones / campos de internamiento irlandeses protestando por la continuación del internamiento sin cargos / juicio, exigiendo la liberación inmediata o el estatus de prisioneros políticos.
Conservó su escaño en las elecciones generales de 1923 y, junto con otros miembros del Sinn Féin, se negó a ingresar al Dáil .
En marzo de 1926, MacSwiney y el padre Michael O'Flanagan encabezaron la sección de la que se separaron Éamon de Valera y Fianna Fáil. De Valera había llegado a creer que el abstencionismo no era una táctica viable y ahora vio la necesidad de convertirse en el gobierno electo del Dáil . La conferencia encargó a un comité conjunto de representantes de las dos secciones que estableciera una base para la cooperación. Ese día, emitió un comunicado declarando que la división dentro de nuestras filas es una división de republicanos. Al día siguiente, la moción de De Valera para aceptar la Constitución del Estado Libre (supeditada a la abolición del Juramento de Lealtad ) fracasó por poco, 223 votos contra 218 Sin embargo, De Valera se llevó la gran mayoría del apoyo del Sinn Féin cuando fundó Fianna Fáil.
MacSwiney continuó manteniendo una posición republicana hasta su muerte. Para entonces era vicepresidenta del Sinn Féin y Cumann na mBan pero perdió su escaño en las elecciones generales de junio de 1927. Cuando la falta de fondos impidió al Sinn Féin disputar la segunda elección convocada ese año, MacSwiney declaró que "ningún ciudadano irlandés verdadero puede votar por ninguno de los otros partidos". Continuó con sus esfuerzos para revitalizar el partido, pero cuando Cumann na nGaedheal perdió las elecciones de 1932, sintió que había menos necesidad de la posición de oposición extrema que había tomado anteriormente. Sin embargo, la fragmentación del rígido bando republicano continuó y la membresía también tendió a desplazarse hacia la izquierda. En 1933 MacSwiney dimitió de Cumann na mBan y fundó Mná na Poblachta en su lugar. En 1934 dimitió del Sinn Féin cuando el P. Michael O'Flanagan fue elegido presidente por ser funcionario del Estado Libre.
MacSwiney se mantuvo firmemente a favor del violento movimiento independentista y apoyó al IRA incluso cuando fueron responsables de la muerte del vicealmirante retirado Henry Hoyle Howorth  y John Egan, determinó que fueron identificados como enemigos y espías. Dio todo su apoyo moral al IRA con el inicio de su campaña de bombardeo de Inglaterra en 1938. En diciembre de 1938, MacSwiney era uno de un grupo de siete republicanos, que habían sido elegidos para el Segundo Dáil en 1921, quienes se reunieron con el Consejo del Ejército del IRA bajo Seán Russell . En esta reunión, los siete firmaron lo que creían que era la autoridad del Gobierno de Dáil Éireann al Consejo del Ejército. En adelante, el Consejo del Ejército del IRA se percibió a sí mismo como el gobierno legítimo de la República de Irlanda .